# Pontvallain
Pontvallain est une commune française, située dans le département de la Sarthe en région Pays de la Loire, peuplée de 1 614 habitants (les Vallipontains).
La commune fait partie de la province historique du Maine, et se situe dans le Haut-Maine (Maine blanc).

## Géographie
Pontvallain est située à 7 km de Mayet, à 12 km d'Écommoy, à 13 km du Lude, à 22 km de La Suze-sur-Sarthe, à 25 km de La Flèche et de Malicorne-sur-Sarthe et à 31 km du Mans.
Elle est desservie par la gare de Mayet située à 6 km.

### Climat
Pour des articles plus généraux, voir Climat des Pays de la Loire et Climat de la Sarthe.
En 2010, le climat de la commune est de type climat océanique dégradé des plaines du Centre et du Nord, selon une étude du CNRS s'appuyant sur une série de données couvrant la période 1971-2000. En 2020, Météo-France publie une typologie des climats de la France métropolitaine dans laquelle la commune est exposée à un climat océanique et est dans la région climatique  Moyenne vallée de la Loire, caractérisée par une bonne insolation (1 850 h/an) et un été peu pluvieux. 
Pour la période 1971-2000, la température annuelle moyenne est de 11,2 °C, avec une amplitude thermique annuelle de 14,6 °C. Le cumul annuel moyen de précipitations est de 681 mm, avec 11,6 jours de précipitations en janvier et 6,6 jours en juillet. Pour la période 1991-2020, la température moyenne annuelle observée sur la station météorologique de Météo-France la plus proche, sur la commune de Luché-Pringé à 10 km à vol d'oiseau, est de 12,4 °C et le cumul annuel moyen de précipitations est de 658,2 mm,. Pour l'avenir, les paramètres climatiques de la commune estimés pour 2050 selon différents scénarios d'émission de gaz à effet de serre sont consultables sur un site dédié publié par Météo-France en novembre 2022.

## Urbanisme

### Typologie
Au 1er janvier 2024, Pontvallain est catégorisée commune rurale à habitat dispersé, selon la nouvelle grille communale de densité à sept niveaux définie par l'Insee en 2022.
Elle est située hors unité urbaine. Par ailleurs la commune fait partie de l'aire d'attraction du Mans, dont elle est une commune de la couronne,. Cette aire, qui regroupe 144 communes, est catégorisée dans les aires de 200 000 à moins de 700 000 habitants,.

### Occupation des sols
L'occupation des sols de la commune, telle qu'elle ressort de la base de données européenne d’occupation biophysique des sols Corine Land Cover (CLC), est marquée par l'importance des territoires agricoles (48,7 % en 2018), en diminution par rapport à 1990 (51,7 %). La répartition détaillée en 2018 est la suivante : 
forêts (47,3 %), prairies (16,9 %), terres arables (15,9 %), zones agricoles hétérogènes (15,9 %), zones urbanisées (2,8 %), milieux à végétation arbustive et/ou herbacée (1,3 %). L'évolution de l’occupation des sols de la commune et de ses infrastructures peut être observée sur les différentes représentations cartographiques du territoire : la carte de Cassini (XVIIIe siècle), la carte d'état-major (1820-1866) et les cartes ou photos aériennes de l'IGN pour la période actuelle (1950 à aujourd'hui).

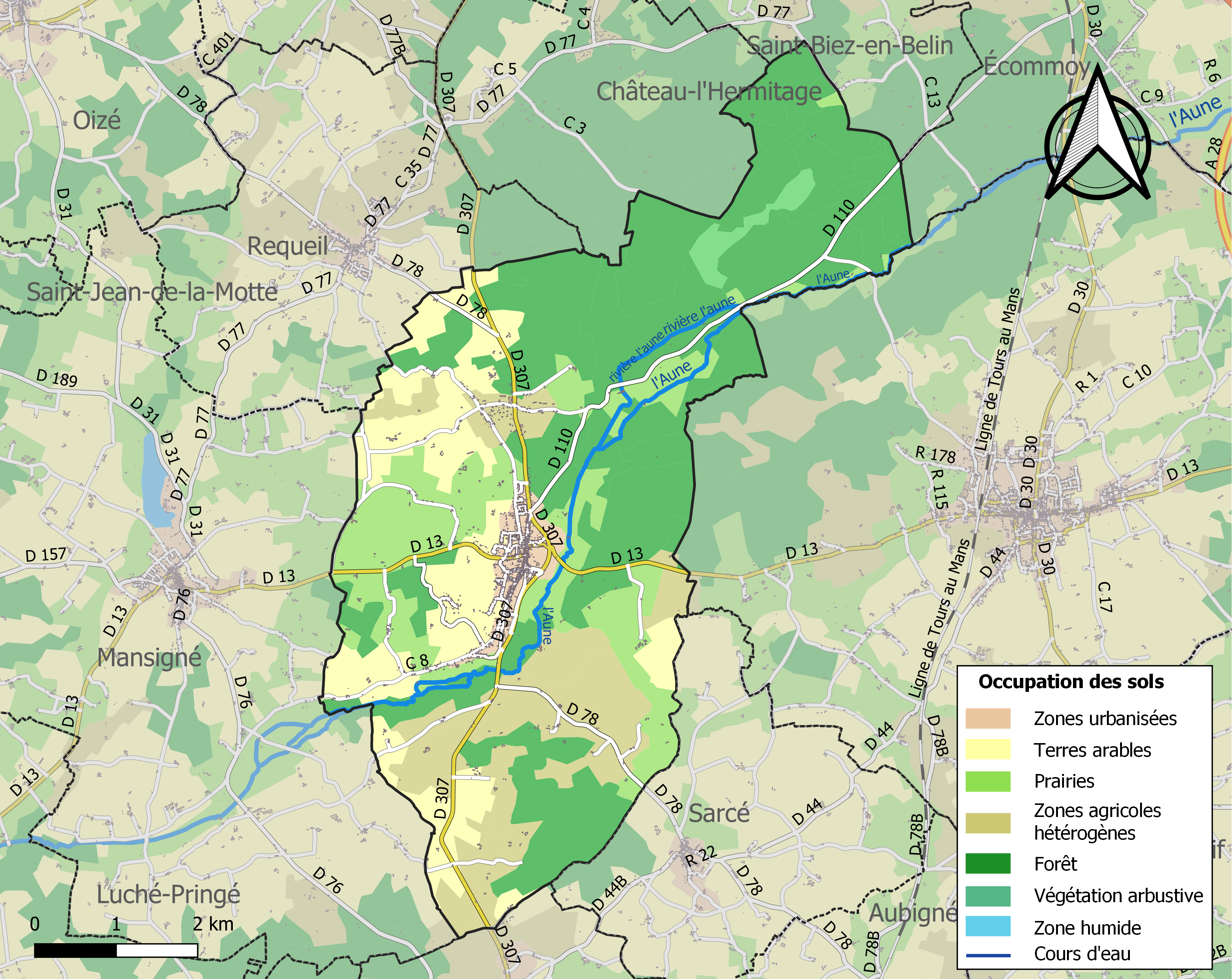
Carte des infrastructures et de l'occupation des sols de la commune en 2018 (CLC).

## Communes limitrophes
| Requeil  | Château-l'Hermitage | Saint-Biez-en-Belin, Écommoy |
| Mansigné | Pontvallain         | Mayet                        |
|          | Coulongé            | Sarcé                        |

## Toponymie
Autrefois le bourg s'écrivait Ponvallin.

## Histoire
Le château de la Faigne, entouré de douves, était une dépendance de la châtellenie de Château-du-Loir. À ce titre, le fief de Ponvallin dépendait du duché d'Anjou et de son suzerain Henri II Plantagenêt.
Sur le plan judiciaire, le seigneur de la Faigne avait pouvoir de haute, moyenne et basse justice. Le bourg était rattaché à la sénéchaussée de Château-du-Loir. De ce château, il ne reste aujourd'hui qu'une motte féodale, la plupart des douves et la chapelle Notre-Dame de la Faigne, très ancien lieu de pèlerinage fréquenté depuis au moins le XIe siècle.
Le 4 décembre 1370, lors de la bataille de Pontvallain, le connétable de France Bertrand Du Guesclin, opérant par surprise, défait les troupes anglaises de Robert Knolles commandées par son lieutenant Thomas Granson, permettant ainsi la libération (pour quelque temps) de la province du Maine et des forteresses angevines tenues par les Anglais. Robert Knolles dut alors se replier en Bretagne.
Au XVIIIe siècle, Pontvallain (encore écrit Ponvallin) faisait partie du pays d'élection de La Flèche. Sur le plan religieux, Pontvallain dépendait du doyenné d'Oizé et de l'archidiaconé de Château-du-Loir.
Le 8 mai 1915, un violent orage provoquant une inondation sans précédent causa de nombreux dégâts et une victime. Émile Vavaseur, curé de la commune au moment des faits, relate son témoignage dans une lettre.
La commune possédant de nombreuses zones boisées, notamment résineux, est sujette à de nombreux incendies. En 1944, c'est plus 500 ha qui partent en fumée. En mai 1992, un incendie détruit plus de 200 ha de bois (pins et bruyères).

### L'aurochs de Pontvallain

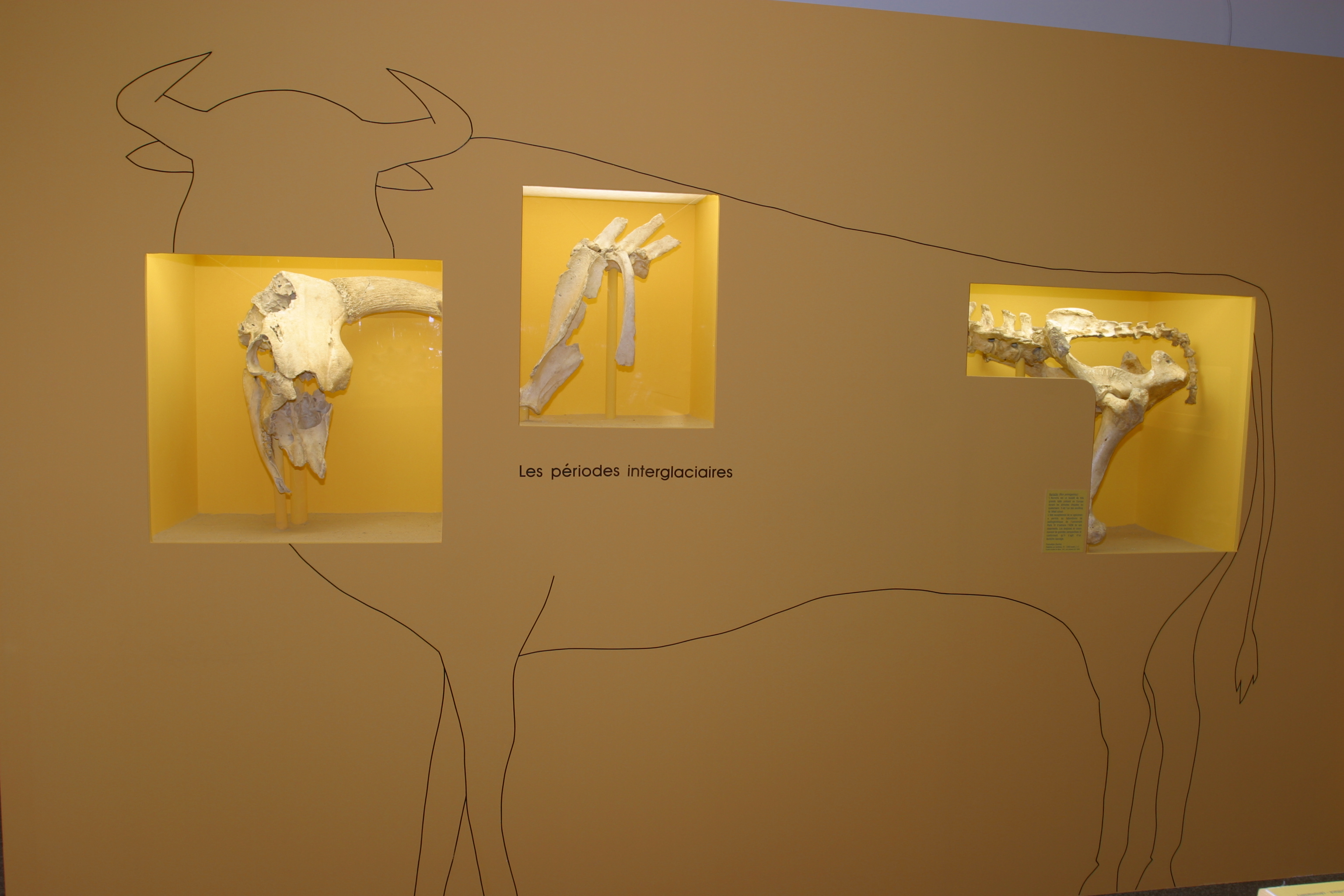
L'aurochs de Pontvallain, Le Mans, musée Vert.

L'aurochs (Bos primigenius) est un taureau fossile de très grande taille qui vécut dans l'Ouest de la France entre la fin de la dernière glaciation (il y a 10 000 ans) et le début du Moyen Âge (aux alentours du VIe siècle). Il disparaît totalement de ce pays vers le Xe siècle. Les derniers représentants de cette espèce, aujourd'hui totalement éteinte, ont été abattus en Pologne au début du XVIIe siècle.
L'un de ces aurochs fut découvert dans la commune de Pontvallain en 1947 à la suite de l'effondrement d'une cave. Malgré le pillage d'une partie du site, les musées du Mans purent récupérer la majeure partie du squelette. Ce spécimen est unique pour l'Ouest de la France. Il s'agit également de l'un des plus gros aurochs jamais découvert dans ce pays. Une datation au carbone 14 a indiqué que cet animal avait vécu environ 1250 ans avant notre ère. Des restes de son ADN ont également été analysés par un laboratoire de l'université Paris VI ce qui est une « première » française.
L'aurochs de Pontvallain est exposé en permanence au musée Vert, musée d'histoire naturelle de la Ville du Mans, dans la salle Jurassique Sarthe.

## Blasonnement
| Armes de Pontvallain | Les armoiries de Pontvallain se blasonnent ainsi : D'azur au pont à trois arches d'or maçonné de sable, sur des ondes d'argent mouvant de la pointe, surmonté d'un écusson du même chargé d'une aigle bicéphale au vol abaissé de sable, becquée et membrée de gueules, et d'une cotice du même brochante. |

## Politique et administration
| Période                                  | Période       | Identité                                    | Étiquette | Qualité                                                                          |
| ---------------------------------------- | ------------- | ------------------------------------------- | --------- | -------------------------------------------------------------------------------- |
| 1791                                     | 1791          | Jean-Joseph Martin de la Vallée             |           | Avocat, syndic                                                                   |
| 1792                                     | 1793          | Garrot du Verger                            |           | Ancien curé                                                                      |
| 1793                                     | 1799          | Bougard, Cornilleau, Beauchef, Tison, Jamme |           | Fonction de maire vacante                                                        |
| 1799                                     | 1806          | René-François Tison                         |           | Notaire                                                                          |
| 1806                                     | 1812          | Pierre Auguste Galpin                       |           |                                                                                  |
| 1813                                     | 1815          | René-François Tison                         |           |                                                                                  |
| 1816                                     | 1821          | Jean Blisson                                |           |                                                                                  |
| 1822                                     | 1825          | Adrien de Mailly                            |           | Comte de Mailly, marquis d'Haucourt et de Nesle, prince d'Orange, pair de France |
| 1826                                     | 1826          | Alexandre Augustin Drouet d'Aubigny         |           | Receveur                                                                         |
| 1827                                     | 1829          | Lemercier                                   |           |                                                                                  |
| 1827                                     | 1829          | Simon Boutteville                           |           | Propriétaire                                                                     |
| 1831                                     | 1834          | Clément Perdriau                            |           |                                                                                  |
| 1835                                     | 1837          | Bruno Bruneau                               |           |                                                                                  |
| 1838                                     | 1842          | Clément Perdriau                            |           |                                                                                  |
| 1842                                     | 1848          | Neveu                                       |           |                                                                                  |
| 1848                                     | 1851          | Charles Merruau                             |           |                                                                                  |
| 1851                                     | 1859          | Delaâge                                     |           |                                                                                  |
| 1860                                     | 1870          | Maurice Léger Graffin                       |           |                                                                                  |
| 1870                                     | 1885          | Léopold Galpin                              |           |                                                                                  |
| 1885                                     | 1914          | Louis Garnier                               |           |                                                                                  |
| 1914                                     | 1929          | Ambroise Renou                              |           |                                                                                  |
| 1929                                     | 1933          | Eugène Chevreau                             |           |                                                                                  |
| 1933                                     | 1945          | Auguste Ernest Bellanger                    |           |                                                                                  |
| mai 1987                                 | mai 1995      | Pierre Lamballe                             |           | Agriculteur retraité                                                             |
| mai 1995                                 | décembre 2002 | Christian Lelarge                           | SE        | Directeur d'école                                                                |
| décembre 2002                            | mars 2008     | Pascal Brulon                               | SE        | Chef d'entreprise                                                                |
| mars 2008                                | En cours      | Xavier Gayat                                | SE        | Technicien recherche et essais                                                   |
| Les données manquantes sont à compléter. |               |                                             |           |                                                                                  |

## Démographie
L'évolution du nombre d'habitants est connue à travers les recensements de la population effectués dans la commune depuis 1793. Pour les communes de moins de 10 000 habitants, une enquête de recensement portant sur toute la population est réalisée tous les cinq ans, les populations de référence des années intermédiaires étant quant à elles estimées par interpolation ou extrapolation. Pour la commune, le premier recensement exhaustif entrant dans le cadre du nouveau dispositif a été réalisé en 2006.
En 2022, la commune comptait 1 614 habitants, en évolution de −4,89 % par rapport à 2016 (Sarthe : −0,25 %, France hors Mayotte : +2,11 %).
| 1793  | 1800  | 1806  | 1821  | 1831  | 1836  | 1841  | 1846  | 1851  |
| ----- | ----- | ----- | ----- | ----- | ----- | ----- | ----- | ----- |
| 1 751 | 1 816 | 1 755 | 1 801 | 1 959 | 1 967 | 2 019 | 2 005 | 2 030 |

| 1856  | 1861  | 1866  | 1872  | 1876  | 1881  | 1886  | 1891  | 1896  |
| ----- | ----- | ----- | ----- | ----- | ----- | ----- | ----- | ----- |
| 1 894 | 1 862 | 1 807 | 1 804 | 1 808 | 1 792 | 1 790 | 1 788 | 1 709 |

| 1901  | 1906  | 1911  | 1921  | 1926  | 1931  | 1936  | 1946  | 1954  |
| ----- | ----- | ----- | ----- | ----- | ----- | ----- | ----- | ----- |
| 1 608 | 1 561 | 1 505 | 1 279 | 1 304 | 1 231 | 1 224 | 1 097 | 1 080 |

| 1962  | 1968 | 1975  | 1982  | 1990  | 1999  | 2006  | 2011  | 2016  |
| ----- | ---- | ----- | ----- | ----- | ----- | ----- | ----- | ----- |
| 1 026 | 951  | 1 025 | 1 205 | 1 249 | 1 283 | 1 521 | 1 706 | 1 697 |

| 2021  | 2022  | - | - | - | - | - | - | - |
| ----- | ----- | - | - | - | - | - | - | - |
| 1 624 | 1 614 | - | - | - | - | - | - | - |

## Lieux et monuments
- Église Saint-Pierre-et-Saint-Paul, XIIe ou XIIIe siècle, XIVe et XIXe siècles.
- Chapelle Notre-Dame de la Faigne, du Xe au XIVe siècle, XVIe et XVIIIe siècles.
- Ancien prieuré de Pontvallain, aujourd'hui maison de retraite, appartenait à l'abbaye Saint-Pierre de la Couture[20].
- Château des Touches, XIXe siècle.

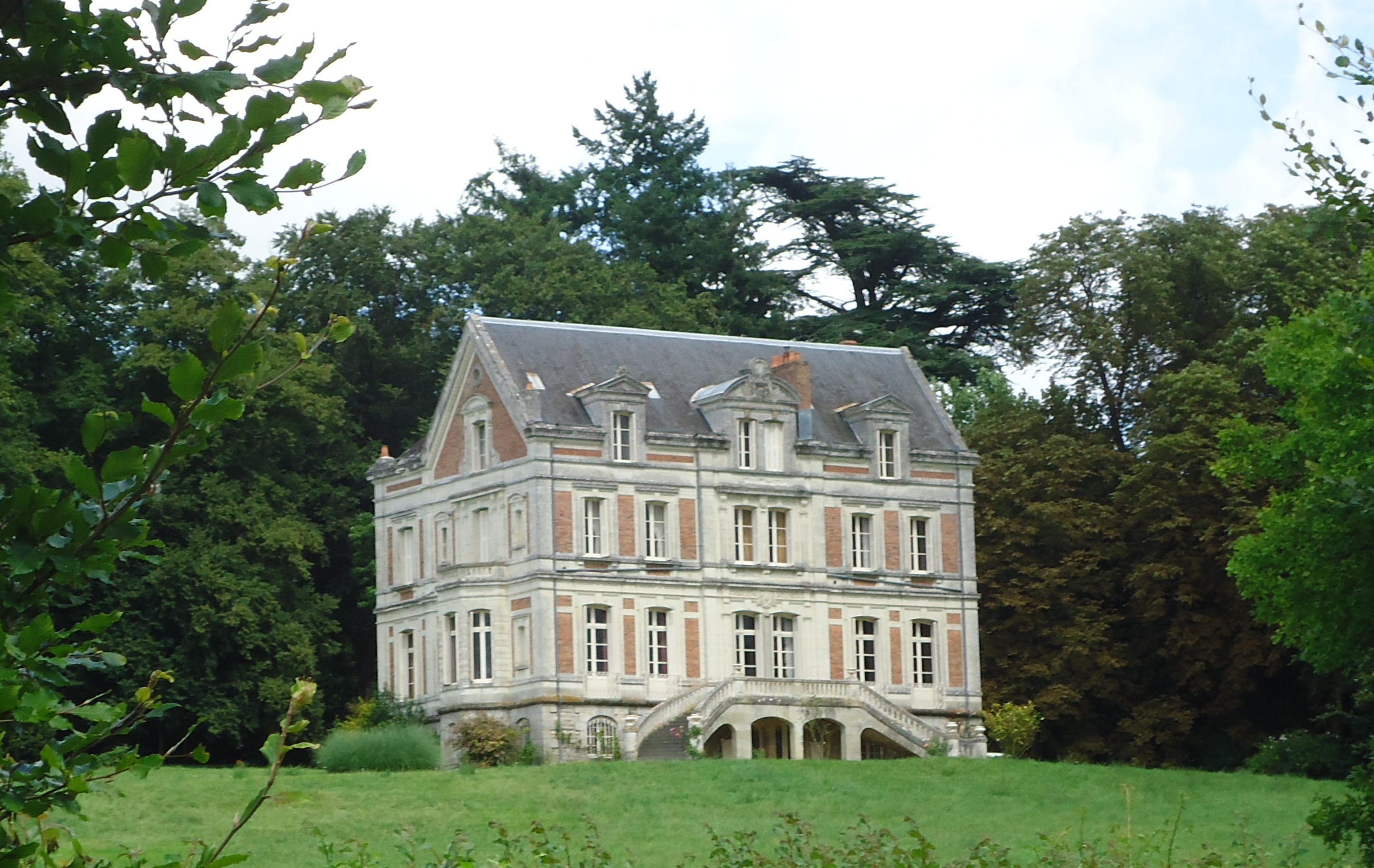
Le château des Touches.
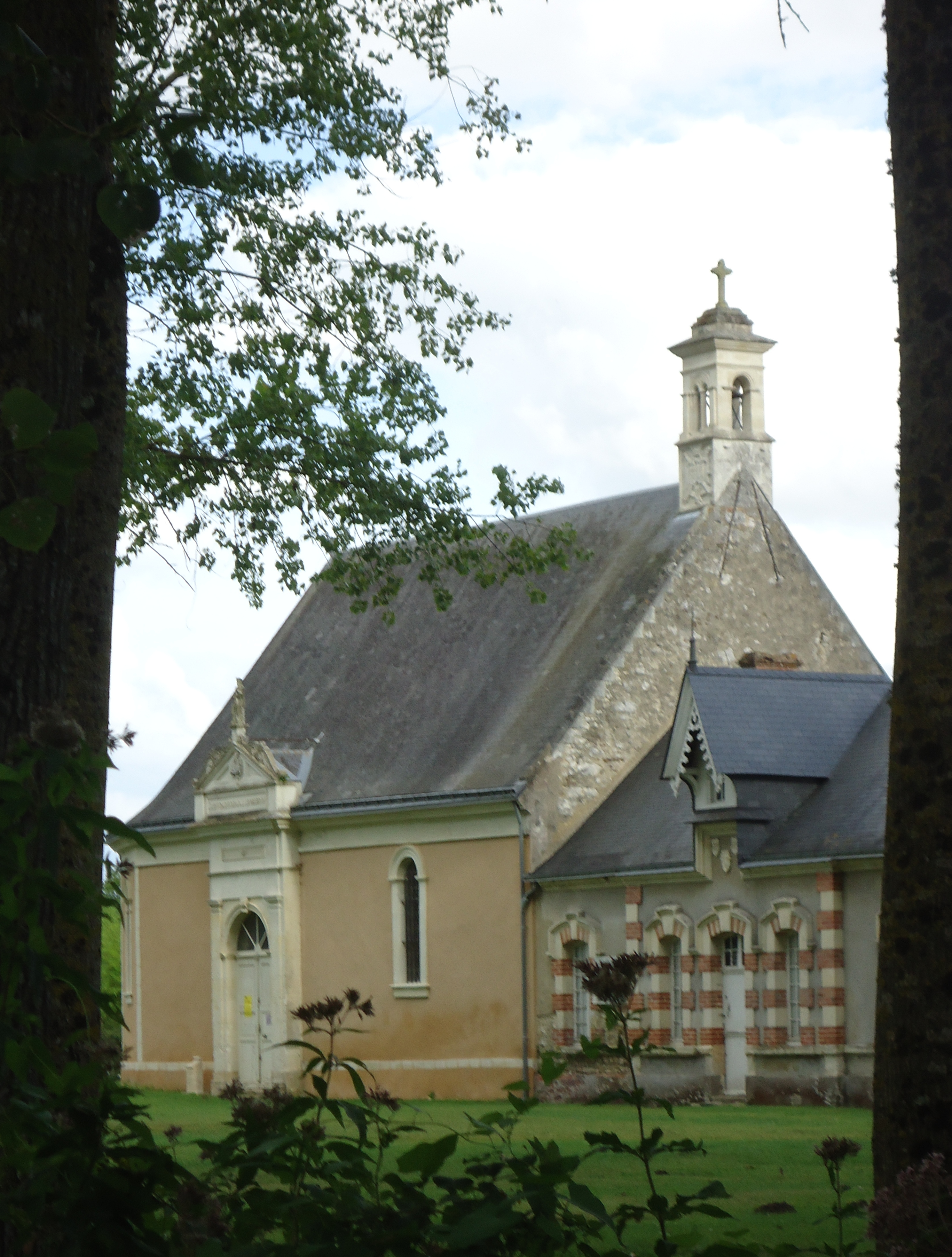
La chapelle Notre-Dame-de-la-Faigne.

## Personnalités liées à la commune
- Henri-Michel d'Amboise (1740-1812), militaire et homme politique né à Pontvallain, député de la Touraine en 1789.
- René Graffin (1899-1967), prêtre missionnaire en Afrique, archevêque de Yaoundé (Cameroun) de 1955 à 1961.
- Paul Janvier, médaillé de bronze aux Olympiades des métiers Londres 2011 (ébénisterie)[21].
- Valérie Claisse (née en 1972), Miss France 1994, y vécut son enfance où son père était gendarme.
- Yaël Goosz (né en 1980), chef du service politique de France Inter, y passa son enfance